# Större asppraktbagge
Större asppraktbagge (Dicerca aenea) är en skalbaggsart som först beskrevs av Carl von Linné 1761.  Större asppraktbagge ingår i släktet Dicerca, och familjen praktbaggar. Enligt den svenska rödlistan är arten nationellt utdöd i Sverige. . Arten har tidigare förekommit i Götaland men är numera lokalt utdöd. Artens livsmiljö är skogslandskap, jordbrukslandskap.

## Bildgalleri

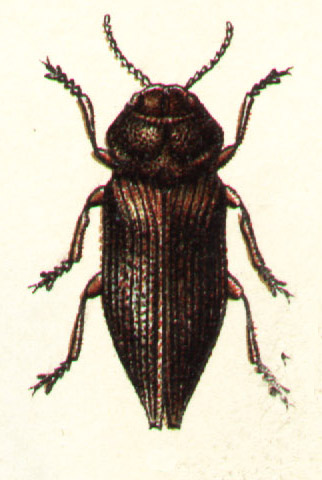
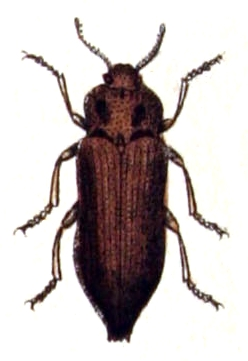
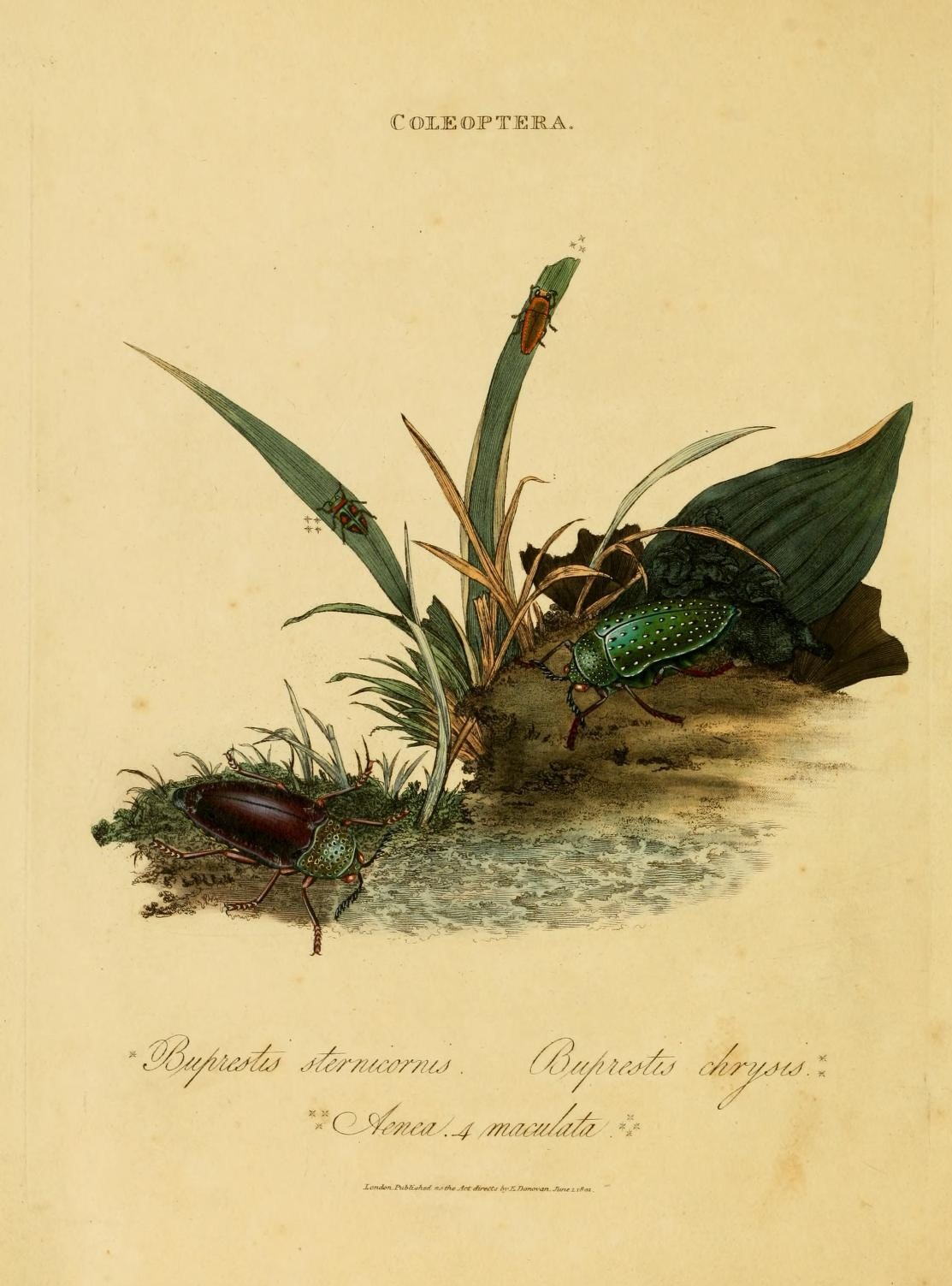